# Анахола
Анахола (гав. Anahola — букв. «смертоносные ветра») — статистически обособленная местность, расположенная в округе Кауаи, штат Гавайи, США.

## История
Остров Кауаи стал одним из последних Гавайских островов, которые присоединились к королевству Камехамехи I. Правитель Кауаи, Каумуалии, сопротивлялся королевству Камехамехи в течение многих лет, отбив две попытки вторжения на остров.
Анахола — хорошее место для серфинга, относящееся к местности Ка-Наха-вале, что буквально переводится как «легко сломать».

## География
Поселение расположено на Гавайской автотрассе 56, на северо-восточном побережье острова Кауаи, у залива Анахола.
Согласно Бюро переписи населения США статистически обособленная местность Анахола имеет общую площадь 10,2 км², из которых 9,8 км² относится к суше и 0,52 км² (4,57 %) — к водным ресурсам.

## Демография
По данным переписи населения за 2000 год в Анахола проживало 1932 человек, 422 семьи, насчитывалось 549 домашних хозяйств и 606 жилых домов. Средняя плотность населения составляла около 198,8 человек на один квадратный километр.
Расовый состав Анахола по данным переписи распределился следующим образом: 13,7 % белых, 0,4 % — чёрных или афроамериканцев, 0,5 % — коренных американцев, 7,1 % — азиатов, 47,7 % — коренных жителей тихоокеанских островов, 29,2 % — представителей смешанных рас, 1,4 % — других народностей. Латиноамериканцы составили 8,1 % населения.
Из 549 домашних хозяйств в 36,4 % — воспитывали детей в возрасте до 18 лет, 53,2 % представляли собой совместно проживающие супружеские пары, в 17,5 % семей женщины проживали без мужей, 23 % не имели семьи. 14,6 % от общего числа семей на момент переписи жили самостоятельно, при этом 3,5 % составили одинокие пожилые люди в возрасте 65 лет и старше. В среднем домашнее хозяйство ведут 3,52 человек, а средний размер семьи — 3,98 человек.
Население Анахола по возрастному диапазону (данные переписи 2000 года) распределилось следующим образом: 31,7 % — жители младше 18 лет, 9,5 % — между 18 и 24 годами, 27,8 % — от 25 до 44 лет, 22,8 % — от 45 до 64 лет и 8,2 % — в возрасте 65 лет и старше. Средний возраст жителей составил 32 года. На каждые 100 женщин приходился 101 мужчина, при этом на каждые сто женщин 18 лет и старше приходилось 95,6 мужчин также старше 18 лет.

## Экономика
Средний доход на одно домашнее хозяйство Анахола составил 41 771 доллар США, а средний доход на одну семью — 41 302 доллара. При этом мужчины имели средний доход в 25 875 доллара в год против 27 000 долларов среднегодового дохода у женщин. Доход на душу населения составил 13 829 долларов в год. 12,4 % от всего числа семей в местности и 14,2 % от всей численности населения находилось на момент переписи за чертой бедности, при этом 21,5 % из них были моложе 18 лет и 4,9 % — в возрасте 65 лет и старше.